# Lophozia major
Lophozia major là một loài rêu tản trong họ Jungermanniaceae. Loài này được (C.E.O. Jensen) Schljakov miêu tả khoa học lần đầu tiên năm 1973.